# Ciara
Ciara ist ein weiblicher Vorname.

## Herkunft und Bedeutung
Ciara (Aussprache /ˈkiːrə/ oder /ˈkɪərə/) ist ein irischer weiblicher Vorname, der von ciar „schwarz“ abgeleitet ist.
Die zugehörige männliche Form ist Ciarán bzw. Kieran (anglisierte Schreibweise).
Mit anderer Aussprache (/siːˈɑrə/) ist Ciara ein moderner US-amerikanischer Vorname, der vor allem von Afroamerikanern vergeben wird.
Der italienische Vorname Chiara wird ähnlich ausgesprochen, ist aber nicht mit dem irischen Vornamen Ciara verwandt.

## Namensträgerinnen
- Ciara (Sängerin) (Ciara Princess Harris; * 1985), US-amerikanische Hip-Hop- und R&B-Sängerin
- Ciara Bravo (* 1997), US-amerikanische Schauspielerin, Synchronsprecherin und Sängerin
- Ciara Grant (Fußballspielerin, 1978) (* 1978), irische Fußballspielerin
- Ciara Grant (Fußballspielerin, 1993) (* 1993), irische Fußballspielerin
- Ciara Hanna (* 1991), US-amerikanische Schauspielerin und Model
- Ciara Horne (* 1989), britische und zuvor irische Radsportlerin
- Ciara Mageean (* 1992), irische Leichtathletin (Mittelstreckenlauf)
- Ciara Michel (* 1985), britische Volleyballspielerin
- Ciara Renée (* 1990), US-amerikanische Sängerin, Theater- und Filmschauspielerin

## Weitere Bedeutungen
- Name für den Orkan Sabine außerhalb des deutschsprachigen Raums